# أنطونيو دي بينيديتو
أنطونيو دي بينيديتو (بالإسبانية: Antonio Di Benedetto)‏ (و. 1922 – 1986 م) هو صحفي، وكاتب عمومي، وكاتب من الأرجنتين ولد في ميندوزا.

## روابط خارجية
- أنطونيو دي بينيديتو على موقع IMDb (الإنجليزية)